# Annibale Ninchi

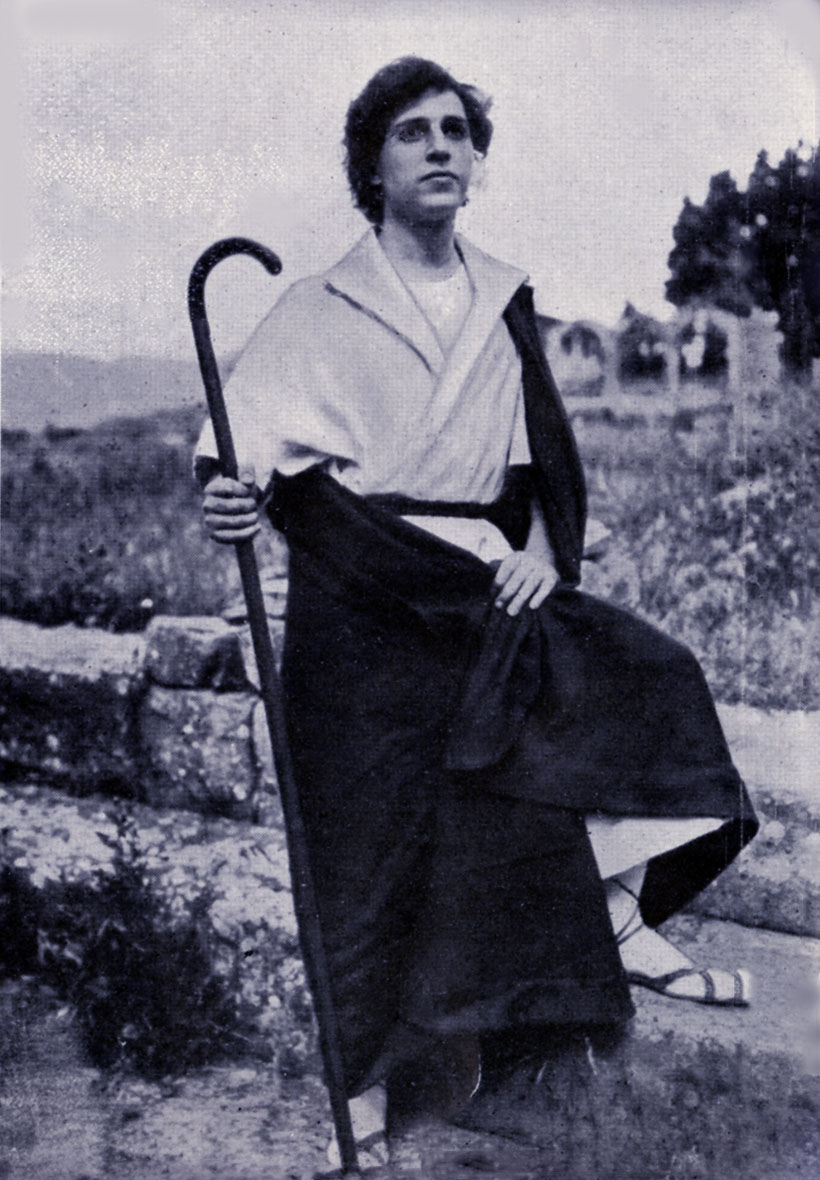
Annibale Ninchi (1937)

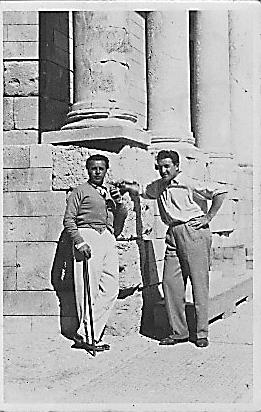
Annibale Ninchi (links) mit seinem Bruder Carlo

Annibale Ninchi (* 20. November 1887 in Bologna; † 15. Januar 1967 in Pesaro) war ein italienischer Schauspieler.

## Leben und Karriere
Annibale Ninchi begann seine Bühnenkarriere in den 1900er-Jahren und konnte schnell Erfolge verzeichnen. Er war über viele Jahre ein gefragter Hauptdarsteller und besaß zeitweise sein eigenes Ensemble. Er machte sich insbesondere als Darsteller in griechischen Tragödien einen Namen. Noch in den 1950er-Jahren spielte Ninchi am Theater wichtige Rollen unter der Regie von Luigi Squarzina und Luchino Visconti.
Bereits 1909 hatte Ninchi sein Filmdebüt gegeben, er trat in den folgenden Jahrzehnten aber nur für wenige, ausgewählte Produktionen vor die Kamera. 1937 spielte er die Hauptrolle des Feldherren Scipio Africanus im aufwendig inszenierten Monumentalfilm Karthagos Fall, der Streifen geriet allerdings zum Flop an den Kinokassen. Daraufhin kehrte er erst Mitte der 1950er-Jahre wieder zum Film zurück, wobei er nun meist würdevolle Autoritätsfiguren darstellte. Dem heutigen Publikum ist Ninchi wohl am ehesten durch seine Nebenrollen in Federico Fellinis Filmklassikern Das süße Leben (1960) und Achteinhalb (1963) bekannt, in denen er jeweils den Vater des Hauptdarstellers Marcello Mastroianni verkörperte. Achteinhalb war zugleich der letzte Film des Darstellers.
Annibale Ninchi starb im Januar 1967 im Alter von 79 Jahren. Sein jüngerer Bruder Carlo Ninchi, sein Sohn Arnaldo Ninchi (1935–2013) und sein Neffe Alessandro Ninchi waren ebenfalls als Schauspieler tätig.

## Filmografie
- 1909: Carmen
- 1914: Il grido dell'innocenza
- 1914: Ninna nanna
- 1915: La gorgona
- 1915: I pagliacci
- 1917: L'ombra del sogno
- 1917: La piccola fonte
- 1918: Il pastor fido
- 1918: Le mariage de Chiffon
- 1936: Fiordalisi d'oro
- 1937: Karthagos Fall (Scipione l’Africano)
- 1955: Erkauftes Glück (Non c'è amore più grande)
- 1955: Adriana Lecouvreur
- 1957: Medea (Fernsehfilm)
- 1960: Wind des Südens (Vento del sud)
- 1960: Das süße Leben (La Dolce Vita)
- 1961: Konstantin der Große (Costantino il grande)
- 1961: Eines Abends am Strand (Un soir sur la plage)
- 1961: Die Erwachsenen (Les grandes personnes)
- 1961: Halt mal die Bombe, Liebling (Che gioia vivere)
- 1962: Horace 62
- 1962: Die schwarzen Reiter von Tula (I lancieri neri)
- 1963: Achteinhalb (8½)